# John Wilson (hockey sur glace)
Pour les articles homonymes, voir John Wilson, Johnny Wilson et Wilson.
John Edward Wilson, dit Johnny Wilson, (né le 14 juin 1929 à Kincardine en Ontario — mort le 27 décembre 2011 à Livonia dans le Michigan) est un joueur professionnel de hockey sur glace. Il a également été entraîneur de hockey. Il jouait au poste d'ailier gauche. Il a joué pour les franchises de la Ligue nationale de hockey suivantes : Red Wings de Détroit, Black Hawks de Chicago, Maple Leafs de Toronto et les Rangers de New York. Avec les Red Wings, il a gagné quatre Coupes Stanley (1950, 1952, 1954 et 1955). Johnny est le frère du joueur de hockey de la LNH, Larry Wilson  et l'oncle du joueur et entraineur professionnel de la LNH, Ron Wilson.

## Biographie

### Carrière d'entraîneur
En 1967, il rejoint la franchise de la Ligue américaine de hockey (LAH) de Springfield (les Kings de Springfield) pour occuper le poste d'entraîneur. Il restera à la tête de l'équipe jusqu'à la saison 1969-1970 où il prend pendant une saison la direction de Kings de Los Angeles de la Ligue nationale de hockey et retourne pour une nouvelle saison à Springfield.

La saison 1970-1971 est sa dernière saison avec l'équipe de Springfield et l'équipe parvient à gagner le championnat et la Coupe Calder. L'année d'après il prend la direction des Wings de Tidewater mais n'y restera qu'un temps avant de rejoindre les Red Wings de Détroit pour la fin de la saison 1971-1972 de la LNH. En 1974, il devient entraîneur dans l'Association mondiale de hockey avant de retourner deux saisons plus tard dans la LNH pour la toute jeune franchise des Rockies du Colorado.
Le 13 juin 1977, il devient le cinquième entraîneur des Penguins de Pittsburgh ; pour sa première saison derrière le banc de l'équipe, en 1977-1978, les joueurs de Pittsburgh manquent pour la première fois depuis trois saisons. Ils finissent en effet avec une fiche de vingt-cinq victoires, trente-sept défaites et dix-sept matchs nuls alors que Jean Pronovost est le meilleur pointeur de l'équipe avec soixante-cinq réalisations. En plus des résultats sportifs, Wilson doit gérer une situation financière difficile de la franchise.
L'équipe de Pittsburgh connaît une saison 1978-1979 meilleure avec trente-six victoires, trente-et-une défaites et treize matchs nuls pour la deuxième place de la division Norris. Au cours de cette saison, Wilson s'appuie en partie sur le jeune joueur recrue, Greg Millen ; à 21 ans, Millen joue une trentaine de matchs avec toute confiance de son entraîneur. Les Penguins passent le premier tour des séries en disposant des Sabres de Buffalo deux matchs à un mais perdent dès la ronde suivante quatre parties à zéro contre les Bruins de Boston.
Lors de la saison 1979-1980, les Penguins se qualifient une nouvelle fois pour les séries, malgré une moins bonne fiche que la saison d'avant ; troisièmes de la division Norris, ils sont éliminés dès la première ronde par Boston trois matchs à deux. Il est renvoyé de ses fonctions le 8 mai alors qu'il se trouve en vacances en Floride.
Après quoi il entraînera pour une dernière saison l'équipe de la LAH de Springfield. Il meurt le 27 décembre 2011 d’une fibrose pulmonaire, à l'âge de 82 ans,.

## Statistiques
| Saison     | Équipe                       | Ligue      |     | Saison régulière | Saison régulière | Saison régulière | Saison régulière | Saison régulière |    | Séries éliminatoires | Séries éliminatoires | Séries éliminatoires | Séries éliminatoires | Séries éliminatoires |
| Saison     | Équipe                       | Ligue      | PJ  | B                | A                | Pts              | Pun              | PJ               | B  | A                    | Pts                  | Pun                  |                      |                      |
| 1947-1948  | Spitfires de Windsor         | AHO        | 34  | 23               | 28               | 51               | 15               |                  |    |                      |                      |                      |                      |                      |
| 1947-1948  | Hettche Spitfires de Windsor | LIH        | 25  | 21               | 13               | 34               | 19               |                  |    |                      |                      |                      |                      |                      |
| 1948-1949  | Hettche Spitfires de Windsor | LIH        | 4   | 5                | 4                | 9                | 0                |                  |    |                      |                      |                      |                      |                      |
| 1949-1950  | Knights d'Omaha              | USHL       | 70  | 41               | 39               | 80               | 46               | 7                | 2  | 5                    | 7                    | 4                    |                      |                      |
| 1949-1950  | Red Wings de Détroit         | LNH        | 1   | 0                | 0                | 0                | 0                | 8                | 0  | 1                    | 1                    | 0                    |                      |                      |
| 1950-1951  | Capitals d'Indianapolis      | LAH        | 70  | 34               | 21               | 55               | 48               | 3                | 1  | 0                    | 1                    | 4                    |                      |                      |
| 1950-1951  | Red Wings de Détroit         | LNH        |     |                  |                  |                  |                  | 1                | 0  | 0                    | 0                    | 0                    |                      |                      |
| 1951-1952  | Capitals d'Indianapolis      | LAH        | 42  | 25               | 14               | 39               | 16               |                  |    |                      |                      |                      |                      |                      |
| 1951-1952  | Red Wings de Détroit         | LNH        | 28  | 4                | 5                | 9                | 18               | 8                | 4  | 1                    | 5                    | 5                    |                      |                      |
| 1952-1953  | Red Wings de Détroit         | LNH        | 70  | 23               | 19               | 42               | 22               | 6                | 2  | 5                    | 7                    | 0                    |                      |                      |
| 1953-1954  | Red Wings de Détroit         | LNH        | 70  | 17               | 17               | 34               | 22               | 12               | 3  | 0                    | 3                    | 0                    |                      |                      |
| 1954-1955  | Red Wings de Détroit         | LNH        | 70  | 12               | 15               | 27               | 14               | 11               | 0  | 1                    | 1                    | 0                    |                      |                      |
| 1955-1956  | Black Hawks de Chicago       | LNH        | 70  | 24               | 9                | 33               | 12               |                  |    |                      |                      |                      |                      |                      |
| 1956-1957  | Black Hawks de Chicago       | LNH        | 70  | 18               | 30               | 48               | 24               |                  |    |                      |                      |                      |                      |                      |
| 1957-1958  | Red Wings de Détroit         | LNH        | 70  | 12               | 27               | 39               | 14               | 4                | 2  | 1                    | 3                    | 0                    |                      |                      |
| 1958-1959  | Red Wings de Détroit         | LNH        | 70  | 11               | 17               | 28               | 18               |                  |    |                      |                      |                      |                      |                      |
| 1959-1960  | Maple Leafs de Toronto       | LNH        | 70  | 15               | 16               | 31               | 8                | 10               | 1  | 2                    | 3                    | 2                    |                      |                      |
| 1960-1961  | Americans de Rochester       | LAH        | 2   | 2                | 2                | 4                | 0                |                  |    |                      |                      |                      |                      |                      |
| 1960-1961  | Rangers de New York          | LNH        | 56  | 14               | 12               | 26               | 24               |                  |    |                      |                      |                      |                      |                      |
| 1960-1961  | Maple Leafs de Toronto       | LNH        | 3   | 0                | 1                | 1                | 0                |                  |    |                      |                      |                      |                      |                      |
| 1961-1962  | Rangers de New York          | LNH        | 40  | 11               | 3                | 14               | 14               | 6                | 2  | 2                    | 4                    | 4                    |                      |                      |
| Totaux LNH | Totaux LNH                   | Totaux LNH | 688 | 161              | 171              | 332              | 190              | 66               | 14 | 13                   | 27                   | 11                   |                      |                      |